# Хомутино
Хому́тино (рос. Хомутино) — село у складі Цілинного району Алтайського краю, Росія. Адміністративний центр та єдиний населений пункт Хомутинської сільської ради.

## Населення
Населення — 458 осіб (2010; 531 у 2002).
Національний склад (станом на 2002 рік):
- росіяни — 95 %